# Europejski Sojusz Demokratyczny
Europejski Sojusz Demokratyczny – frakcja polityczna w Parlamencie Europejskim II, III i IV kadencji, istniejąca w latach 1984–1995. Reprezentowała głównie ugrupowania konserwatywne. Przewodniczącymi grupy byli Francuzi: Christian de La Malène (1984–1994 w okresie II i III kadencji) oraz Jean-Claude Pasty (1994–1995 w okresie IV kadencji).
Frakcję utworzono w 1984 na początku II kadencji PE, zastąpiła istniejącą uprzednio Grupę Europejskich Postępowych Demokratów. Reaktywowano ją również na początku III i IV kadencji. W jej składzie dominowali przedstawiciele francuskiego gaullistowskiego Zgromadzenia na rzecz Republiki i irlandzkiej partii Fianna Fáil. Ponadto zasiadali w niej w różnych kadencjach m.in. przedstawiciele ugrupowań z Grecji i Portugalii oraz reprezentant Szkockiej Partii Narodowej. Grupa liczyła zależnie od okresu około 20–30 europosłów. Europejski Sojusz Demokratyczny istniał do 4 lipca 1995. Następnego dnia połączył się z frakcją Forza Europa, tworząc Unię dla Europy.